# Caproni Ca.114

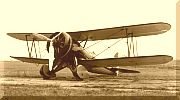

Caproni Ca.114 là một loại máy bay tiêm kích hai tầng cánh, chế tạo ở Italy vào đầu thập niên 1930.

## Quốc gia sử dụng
Perú
- Cuerpo Aeronáutico del Perú

## Tính năng kỹ chiến thuật
Đặc điểm tổng quát
- Kíp lái: 1
- Chiều dài: 7,68 m (25 ft 2 in)
- Sải cánh: 10,50 m (34 ft 5 in)
- Chiều cao: 2,54 m (8 ft 4 in)
- Diện tích cánh: 25,7 m2 (276 ft2)
- Trọng lượng rỗng: 1.310 kg (2.888 lb)
- Trọng lượng có tải: 1.660 kg (3.660 lb)
- Powerplant: 1 × Bristol Mercury IV, 395 (trên độ cao 4.000 m) kW (530 (trên độ cao 13.125 ft) hp)

Hiệu suất bay
- Vận tốc cực đại: 355 km/h (221 mph)
- Tầm bay: 600 km (373 dặm)
- Trần bay: 9.500 m (31.170 ft)
- Vận tốc lên cao: 12,5 m/s (2.460 ft/phút)

Vũ khí trang bị
- 2 × Súng máy Breda-SAFAT 7,7 mm (.303 in)